# 段原

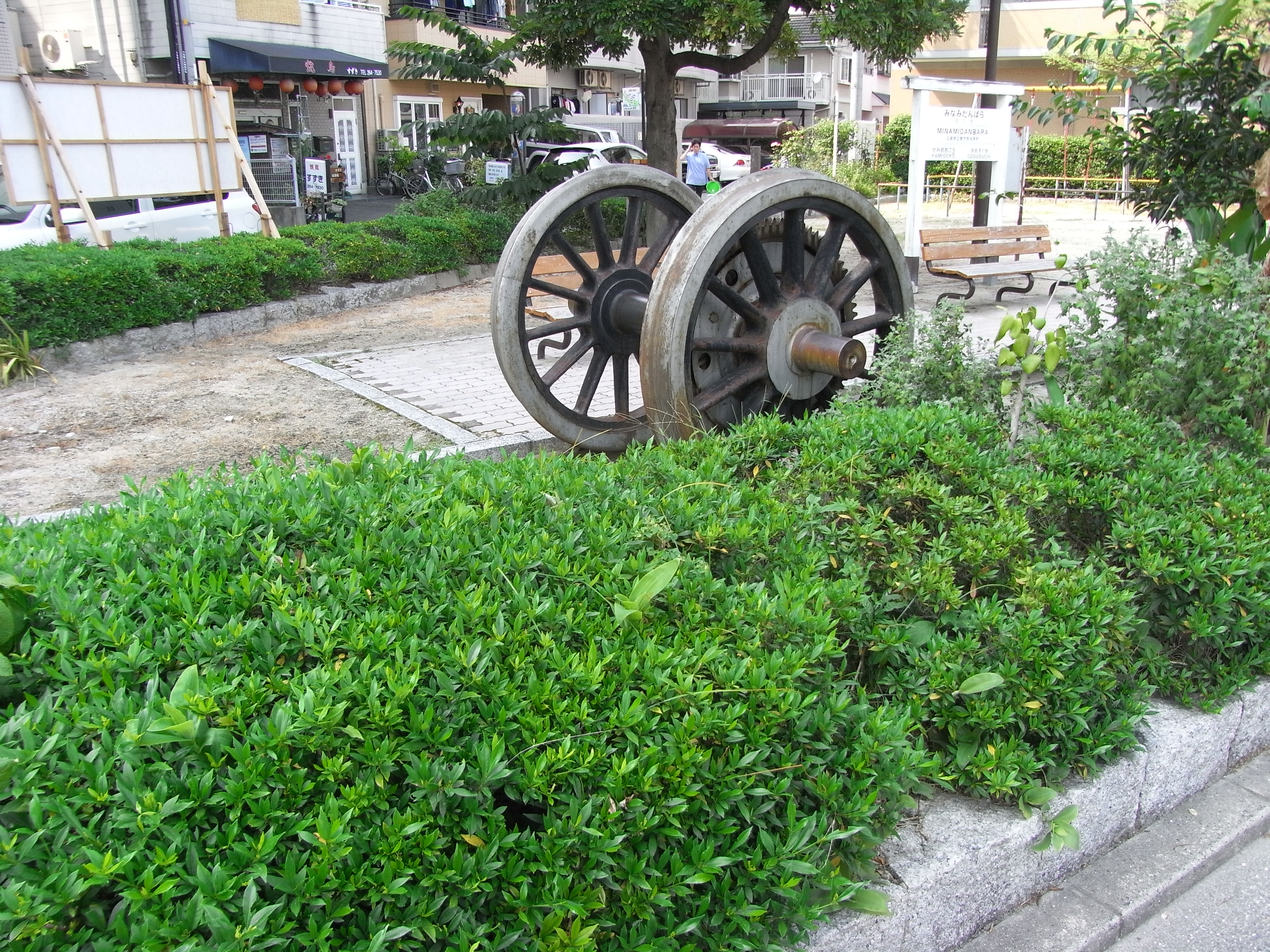
段原南第五公園（2005年6月撮影） / この地区の再開発事業により造成された。旧国鉄宇品線の「南段原」駅址付近に位置し、園内にはかつての駅名板が移設されている。

段原（だんばら）は、広島市南区に位置する地区である。

## 概要

### 地理
広島県を流れる太田川の三角州上、猿候川の右岸に位置する。

### 隣接している地区
- 北側：南区的場町、猿猴川を挟んで南区蟹屋
- 南側：南区霞および出汐
- 西側：比治山公園
- 東側：南区東雲

### 地区内の町名
- 段原一 - 四丁目（だんばら）：再開発により新設。
- 段原南一・二丁目（だんばらみなみ） ：再開発により新設。
- 段原日出一 ・ 二丁目（だんばらひので）：再開発により段原日出町（だんばらひのでちょう）より改称。
- 段原山崎一 - 三丁目（だんばらやまさき）：再開発により段原山崎町（だんばらやまさきちょう）より改称。

## 歴史

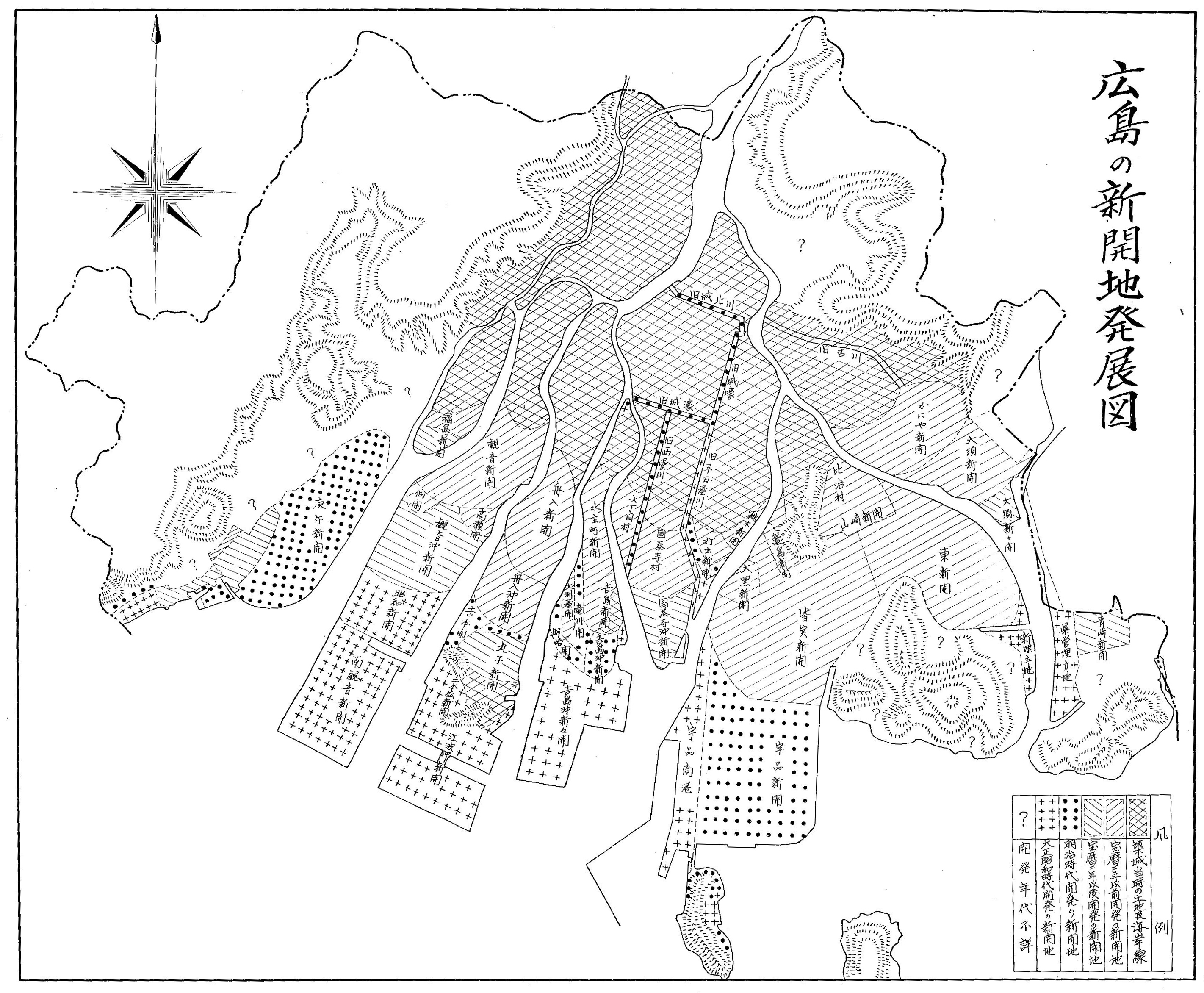
広島の新開地発展図（『概観広島市史』1955年） / 比治村・山崎新開・亀島新開が宝暦3年（1753年）以前の開発であり、広島築城時には現在の的場町付近（当時の「段原村」）までが陸地であったことが示されている。

### 地名の由来
段原は江戸時代の元和年間に遡る古い地名であり、その由来はヨシの茂る「葭原」を「段原」と誤記したことによるのではないかとされる（知新集）。

### 藩政期から明治時代へ - 安芸郡段原村
元和年間時点の広島は現在よりもデルタの面積がはるかに狭く海岸線が北に迫る地形であったため、「段原村」（当時は安芸国安芸郡に属した）と呼ばれていた当時の境域は、比治山北側を中心として現在の段原地区よりやや北にずれる位置にあり現在の的場町なども含み込み、その先には遠浅の広島湾が広がっていた。こののち藩政期を通じて沖合の干拓が進められ、段原村に隣接して比治村（ひじむら）・山崎新開（やまざきしんがい）・亀島新開（かめしましんがい）が開かれた。

1882年、上記の近隣3村を合併したことで段原村（廃藩置県後は広島県広島区に属す）の村域は南に拡大、現在の段原地区全域よりも大きく広がった（現在「段原」を町名に冠する各町のほか、比治山町・松川町・金屋町・的場町・稲荷町・京橋町・比治山公園・比治山本町の一部もしくは全域を包括した）。的場町にある広島市立段原小学校の名称は今よりも地区の境域が広かった時代の名残りである。

### 近代 - 広島市段原から広島市段原町へ
1889年広島市発足により段原村は市域に編入され「（大字）段原」と改称した。1894年日清戦争開始により軍用鉄道として旧国鉄宇品線（当時は山陽鉄道の支線）がこの地域を縦断して開通し、戦後には町内に煙草専売局（1930年廃止）など多くの工場が設立されるようになり、尋常小学校（前記の段原小の前身）も設置された。1916年（大字）段原は「段原町」と改称され、1926年には広島初の女子実業学校として広島女子商業学校（広島女子商の前身 / 現在は移転）が町内に開校し、1931年その名を冠した宇品線の駅（女子商業前駅）が開設された（その後南段原駅と改称し1972年廃止）。1933年町名変更で上記の地区外の各町が分離し、（狭義の）段原地区自体も段原大畑町・同東浦町・同中町・同新町・同末広町・同日ノ出町・同山崎町および南段原町に分割された。

### 戦後の再開発
1945年の原爆投下時、比治山の陰になった地域は家屋等の倒壊など大きな被害を免れることができた。このため第二次世界大戦後、戦時中に開通した広島電鉄皆実線に近い大畑町（現在の段原一・二丁目の一部）には骨董店などの商店街が形成され、その他の地区も急速に宅地化した。しかし戦災を免れたことで、逆に古い家屋や狭隘で入り組んだ街路・路地が戦後も久しく残されることとなり、そのため山田節男市長時代の1972年ごろから大規模な再開発が行われた。この結果、1980年代以降は女子商が地区外に移転するなどして旧宇品線以西地区の街区は一新され、1992年 - 1995年に大畑町・東浦町・中町・新町・末広町・南段原町が廃止されて新たに段原・段原南が設置、境界も大幅に改編された。現在も広島県警察学校の移転や道路の新設など、残された旧宇品線以東地区（日出町・山崎町）の再開発事業が進行している。

### 段原村と北海道開拓
段原村と呼ばれていた当時の出身者・和田郁次郎（1847年 - 1928年）は、1884年、有志数人と北海道札幌郡月寒村（後の豊平村）の野幌原野に移住し、当地を広島開墾と名付け開拓した。この地は1894年に広島村として独立、1968年町制施行による広島町への名称変更を経て1996年の市制施行で北広島市となった。

## 経済

### 地主・家主
段原の地主は「中井萬蔵」、家主は「景山一郎、坂田熊吉、妻木伊三郎」などがいた。

### 商工業
- 宗像十太郎（鋳物製造業）[3]
- 中本信吉（製材業）[4]
- 保田精一（材木商）[2]
- 坂本常蔵（請負業）[3]
- 坂本柳太（土木建築請負業[1]、坂本常蔵の養子）
- 笹野甚四郎（缶詰製造・精米業）[3]
- 笹野雄太郎（広島県多額納税者[5]、缶詰製造・精米業）
- 妻木伊三郎（広島県多額納税者、請負業[6]）

### オフィス・商業施設
- 広島イースト

## 施設

### 公共施設
- 広島南警察署段原交番
- 広島段原東浦郵便局
- 広島段原日出郵便局
- 段原中央市場
- 比治山スカイウォーク
- 広島県民主医療機関連合会
- 一般財団法人日本穀物検定協会関西神戸支部中四国事務所広島出張所

### 教育機関
- 広島市立段原中学校 - 2011年に段原山崎町から霞一丁目に移転。これにより「段原」を冠する公立小学校・中学校が段原地区内には所在しないこととなった。
- 段原みみょう幼稚園
- 清美幼稚園
- 広島市立段原小学校 - 学区は段原地区全域をカバーしているが、所在地は南区的場町となっている。

### 公園
- 段原第一公園
- 段原第二公園
- 段原第三公園
- 段原第五公園
- 段原南第一公園
- 段原南第二公園
- 段原南第三公園
- 段原南第五公園

## 交通

### 鉄道
かつて国鉄宇品線が地区の西端を通り、南段原駅も所在していたが、1972年に廃止された（宇品線自体はその後も貨物専用線「四者協定線」として1986年まで存続）。現在は広島電鉄皆実線の段原一丁目停留場が地区内にある唯一の鉄道駅である。

### 道路
- 国道2号
- 広島市道比治山東雲線、比治山トンネル：平和大通り、当地区、国道2号を直結する幹線道路。
- 広島市道中広宇品線

### 橋梁
- 大正橋
- 平和橋
- 東大橋

### バス
- 広電バス、広島バス、広島交通：広島駅、当地区、大学病院、旭町方面、県立広島病院、広島赤十字・原爆病院などを結ぶ系統。
- 広島バス：広島駅、当地区、広島港を結ぶ系統。横川駅、紙屋町・八丁堀、当地区を結ぶ系統。
- 広電バス：広島県庁、八丁堀、広島駅、当地区、仁保方面または向洋方面を結ぶ系統。

## 出身・ゆかりのある人物

### 政治・経済・行政・法律・軍事
| - 歌田義隆（広島郊外乗合自動車会社長、本籍・賀茂郡吉土実村、住所・段原町） - 岸田正記（不動産業・百貨店経営、幾久屋百貨店主、自由党衆議院議員、内閣総理大臣岸田文雄の祖父、本籍・賀茂郡西志和村、住所・段原町） - 岸田文武（通産官僚、中小企業庁長官、自民党衆議院議員、岸田文雄の父） - 久保高助（商議所議員、山陽木材防腐代表） - 九津見雅雄（在郷海少将） - 黒河房五郎（広島市収入役） - 川上寛治（専売局技師） - 鈴川貫一（実業家） - 中国配電社長。 - 鈴川源三郎（鋳造家） - 田部正壮（在郷陸中将、広島市長） - 江本清平（地裁判事） - 三浦強一（弁護士、本籍・佐伯郡大野村、住所・段原町） - 大井有隣（尾長尋高校長） - 田部太郎（広島二中教諭） - 杉本直治郎（歴史学者・東洋学者） - 段原在住時に被爆。 - 高野久太郎（広島師範教授） - 北義彦（市医） - 高井禎道（内科医） - 竹内登（内科眼科医、本籍・高田郡小田村、住所・段原町） - 堤長二郎（医師） - 野坂實（内科小児科医） - 三戸敬登（開業医、本籍・安芸郡中野村、住所・段原町） | - 石本秀一（広島東洋カープ初代監督) - 銭村健一郎（日系人野球の父） - 木庭教（プロ野球スカウト） - 桑原弘之（サッカー選手） - 高津臣吾（プロ野球選手） - 張本勲（プロ野球選手） - 段原在住時に被爆。 - 福富邦夫（プロ野球選手） - 宮本輝紀（サッカー選手） - 段原在住時に被爆。 - 扇ひろこ（歌手） - モーリー・ロバートソン（タレント） - 入江島太郎 - 添田純一 - 妻木正男 - 志熊三郎（比治山神社社掌） - 橋本又吉郎 - 若山喜一 - 和田郁次郎（開拓者） - 幼名は山田徳蔵。 - 吉村市松 |

## 関連事項
- 広島市町名・地区一覧 - 南区 (広島市)